# Lochhausen (München)

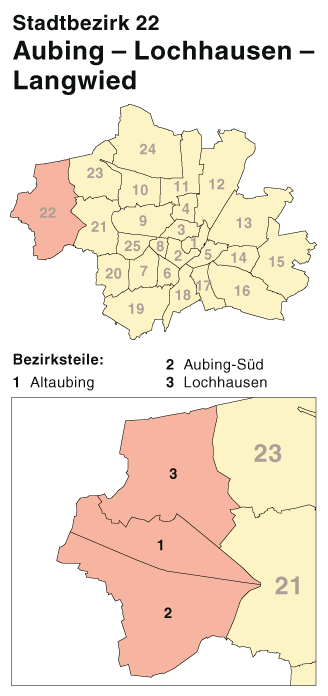
Lage

Lochhausen ist ein Stadtteil von München. Zusammen mit den Stadtteilen Aubing und Langwied bildet er den Stadtbezirk Aubing-Lochhausen-Langwied. Lochhausen ist auch der Name eines Bezirksteils dieses Stadtbezirks, der außer dem Stadtteil Lochhausen auch den Stadtteil Langwied umfasst.

## Geschichte

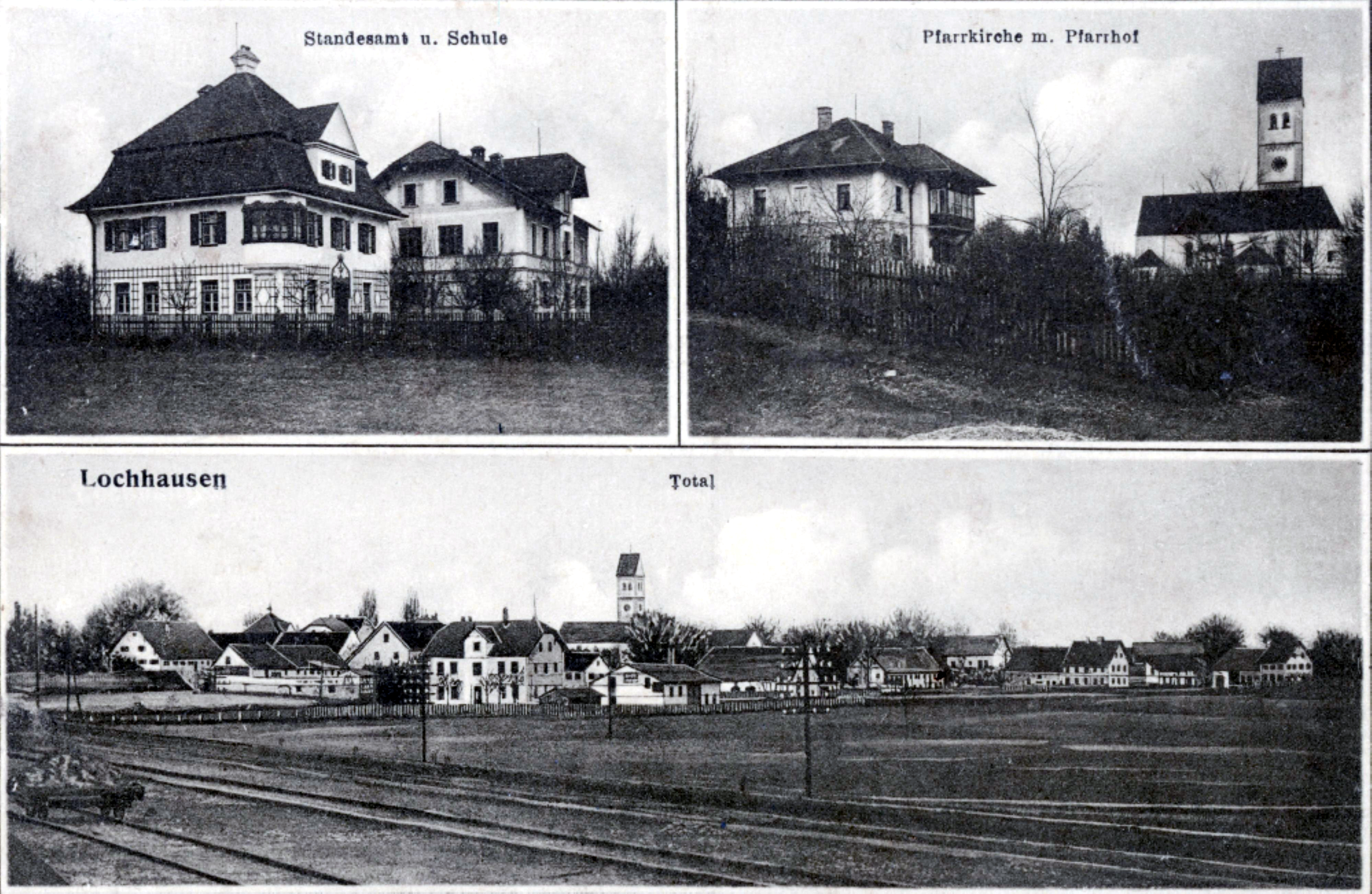
Lochhausen um 1900

Die Besiedlung des Gebietes um das heutige Lochhausen erfolgte seit ca. 1500 v. Chr., wie Funde von Grabstätten und Bronzewaffen am Südende der Aubinger Lohe und an der heutigen Lochhausener Straße beweisen. Keltenschanzen bei Langwied und in der Aubinger Lohe, sowie römische Münzfunde lassen eine gewisse Siedlungskontinuität erkennen, wobei allerdings Zeugnisse von möglichen Bewohnern aus der Bajuwarenzeit fehlen, außer in Aubing (damals „Ubo“ genannt) oder Menzing (damals „Menzo“ genannt).
Urkundlich erwähnt wird der Ort Lochhausen erstmals um 950, als Bischof Lantpert von Freising die Orte „lohhusa“ (übersetzt „Häuser an der Lohe“) und Malching gegen einen anderen Besitz tauschte. Demnach muss der Ort schon zuvor Freisinger Eigentum gewesen sein. Die frühmittelalterliche Salzstraße von Salzburg nach Augsburg führte nachweislich über Langwied (um 1100 „lancwate“ genannt, für „lange Furt“) und Lochhausen.
Seit Ende des 11. Jahrhunderts ist ein Ortsadel in Lochhausen bezeugt, die „Maganus“ und die „Wichnant“. 
Im 12. Jahrhundert war Lochhausen im Besitz einer hochfreien Familie, deren Angehörige Vasallen der Grafen von Dießen-Andechs waren. Im Gefolge von Kaiser Barbarossa brachen sie zum Kreuzzug ins Heilige Land auf und kehrten vermutlich nicht zurück, denn nach 1190 gibt es keine Hinweise mehr auf sie.
Das Herzogsurbar von 1230 verzeichnet außerdem Höfe in Lochhausen als Besitz der Wittelsbacher, die sie im frühen 14. Jahrhundert zeitweise an die angesehene Münchner Familie Kuchenmeister als Lehen vergaben.
1330 übereignete Kaiser Ludwig der Bayer drei Höfe in Lochhausen zusammen mit dem Dorf Aubing seiner Klostergründung Ettal. In der Folgezeit gingen die meisten Anwesen in Langwied und Lochhausen in den Besitz von Klöstern (z. B. Polling, Wessobrunn, Fürstenfeld, Augustiner- und Angerkloster in München) und Kirchen (St. Peter in München, St. Quirin in Aubing und St. Michael in Lochhausen) über, wohin sie bis ins 19. Jahrhundert noch jeweils „freystiftig“ blieben. 1500 umfasste Lochhausen 8 und Langwied 18 Anwesen. Im 18. Jahrhundert wurde die Ertragsfähigkeit des Mergelbodens ihrer Äcker im Gegensatz zu den umliegenden Moosgründen gerühmt.

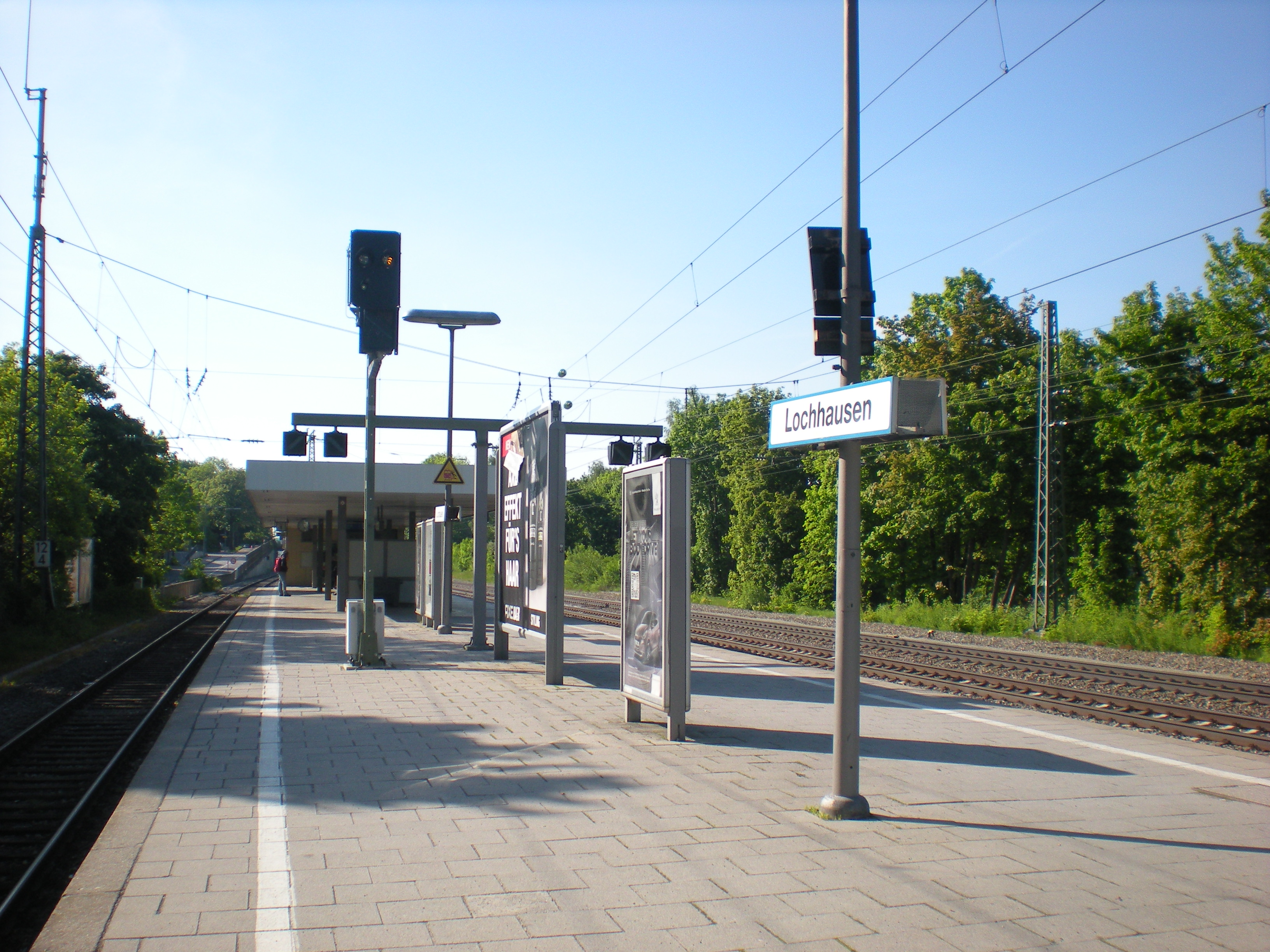
Bahnhof München-Lochhausen

Beide Dörfer gehörten bis 1802 zum Gebiet des Landgerichtes Dachau. 1818 wurde Lochhausen mit dem fast doppelt so großen Langwied zu einer Gemeinde zusammengefasst, aber erst 1884 wurde eine direkte Ortsverbindung gebaut. 1839 wurde Lochhausen Haltestelle der von der München-Augsburger Eisenbahn-Gesellschaft gebauten Bahnstrecke München–Augsburg. Seit Ende des 19. Jahrhunderts spielte infolge des lehmhaltigen Bodens die Ziegelindustrie eine bedeutende Rolle, was auch im Zusammenhang mit der damals regen Bautätigkeit in München zu sehen ist. Von den ursprünglich drei Ziegeleien stellten als letzte 1968 die „Süddeutschen-Ziegel-Werke“, eine Tochtergesellschaft der „Heidelberger-Zement-Werke AG“, aus Rentabilitätsgründen ihren Betrieb ein.
Am 1. April 1942 kam Lochhausen als Gemeindeteil von Langwied zu München. Mit diesem bildete der Ort zunächst den Stadtbezirk 40 Langwied-Lochhausen, der 1992 mit dem damaligen Stadtbezirk 39 Aubing zum neuen Stadtbezirk 22 Aubing-Lochhausen-Langwied zusammengelegt wurde.

## Öffentlicher Personennahverkehr
Die S-Bahnhof München-Lochhausen an der S-Bahn-Strecke München-Pasing–Mammendorf wird von der Linie S3 (Mammendorf–Holzkirchen) der S-Bahn München bedient.

## Denkmalschutz
Der Ortskern von Lochhausen um die Pfarrkirche St. Michael herum steht als Ensemble unter Denkmalschutz. Für die einzelnen Baudenkmäler siehe die Liste der Baudenkmäler in München/Lochhausen.